# Białe tango
Białe tango – polski serial obyczajowy wyprodukowany w 1981, emitowany po raz pierwszy w 1982, w reżyserii Janusza Kidawy. Scenariusz napisali Maria Nurowska i Janusz Anderman.

## Lista odcinków
1. Druga miłość
2. Na pół etatu
3. Klucz
4. Choroba serca
5. Koncert
6. Decyzja
7. Podróż służbowa
8. Oferta

Źródło: Filmpolski.

## Opis fabuły
Każdy odcinek serialu ukazuje losy jednej z kobiet, pracownic pewnego zakładu.
Druga miłość.
Magda Chojnacka jest matką samotnie wychowującą synka. To młoda, urodziwa kobieta, pracuje w sekretariacie dyrektora. Studiuje zaocznie. W szkole poznaje Wieśka, w którym się zakochuje, ma nadzieję, że z nim ułoży sobie życie. Okazuje się jednak, że Wiesiek nie ma zamiaru wychowywać nie swoje dziecko.
Na pół etatu.
Jola to młoda dziewczyna, która pracuje w sekretariacie na pół etatu. Pochodzi z małego miasteczka i przyjechała do Warszawy, by spełnić swoje marzenia o studiach, karierze i zamążpójściu. Nic z tych planów nie wyszło. Pojawia się jednak kolejna szansa. Dziewczynie marzy nadal się wielki świat, chciałaby pracować jako modelka. Uważa, że w takiej sytuacji nie może sobie komplikować życie. Kiedy więc okazuje się, że zaszła w ciążę, decyduje się na aborcję, nie konsultując tej decyzji ze swoim partnerem Jurkiem. Przekonuje się jednak, że Jurek chciał się ustatkować, założyć rodzinę i prowadzić zwykłe, stabilne życie. Jola wkrótce zostaje znowu sama.
Klucz.
Bohaterką kolejnego odcinka jest Teresa (nazywana też Ewą). Wraz z mężem Piotrem mają problemy mieszkaniowe. Kobieta ma żal do męża, że jest on niezaradny w życiu. Gdy nie mają gdzie mieszkać, Piotr przeprowadza się do swoich rodziców, nie martwiąc się o to, jak poradzi sobie żona. Podczas gdy on żyje w luksusie, ona walczy o mieszkanie. Kiedy kobieta otrzymuje przydział na mieszkanie, odpłaca mężowi pięknym za nadobne i po prostu wyrzuca go. Na wybaczenie zdobywa się dopiero wtedy, gdy rodzi jego dziecko.
Choroba serca.
Zofia Majewska prowadzi ustabilizowane życie, dzieląc je pomiędzy pracę w przychodni zakładowej, gdzie jest lekarką, a życiem rodzinnym – dbaniem o dom, męża Jerzego i dorastające córki. Pewnego dnia przeżywa szok, gdy mąż oświadcza, że chce sobie ułożyć życie z inną kobietą. Po głębszym zastanowieniu godzi się z tym i wyraża zgodę na rozwód. Dochodzi też do wniosku, że jej małżeństwo tak naprawdę nie należało do udanych. Kiedy dowiaduje się, że Jerzy jest poważnie chorym nie waha się mu pomóc. Nie zgadza się jednak na jego powrót na łono rodziny.
Koncert.
Jadwiga jest laborantką, ma męża i troje dzieci, mieszkają w bardzo małym mieszkaniu, które dzielą dodatkowo ze starym ojcem. Kobieta dzielnie znosi życiowe trudy i przeciwności. Wielkie nadzieje pokłada w najstarszej córce, która uczy się gry na skrzypcach. Jednak marzenia o karierze skrzypaczki giną bezpowrotnie, gdy ważny koncert okazuje się nieudany.
Decyzja.
Irena Zdanowska jest inżynierem. Jej córka, Basia, jest poważnie chora na serce, ma jednak dosyć uciążliwie nadopiekuńczej troski samotnie wychowującej ją matki. Postanawia poddać się operacji, by zacząć normalnie żyć, ale matka nie wyraża na to zgody. Boi się, że operacja mogłaby pogorszyć stan Basi lub nawet zakończyć się jej zgonem. Dziewczyna pragnie jednak za wszelką cenę postawić na swoim.
Podróż służbowa.
Anna Pawłowicz to dyrektorka zakładu, kobieta sukcesu. Myliłby się jednak ten, uważając, że Anna jest szczęśliwa, mając świetną pracę i pieniądze. Od pewnego czasu w jej małżeństwie nie układa się dobrze, mąż stał się wobec niej obojętny. Kobieta przypuszcza, że z biegiem czasu postarzała się i stała się mniej atrakcyjna. Sądzi, iż jedynym wyjściem jest operacja plastyczna. Odradza jej to znajomy lekarz, ale Anna nie zmienia zdania. Przyjaciel w końcu posługuje się podstępem i dyrektorka jest przekonana, że zabieg został wykonany. Czuje się znowu piękna i młoda, nabiera pewności siebie i wierzy, że mąż znowu ją pokocha. Gdy dociera do domu, zastaje tam jednak męża w niedwuznacznej sytuacji z kochanką.
Oferta.
Eugenia Lis pracuje w zakładzie na stanowisku magazynierki. Jest wdową, pochowała też syna. Jej zmartwieniem jest to, by została pochowana obok męża i syna, a to spory wydatek. Aby zdobyć potrzebne fundusze, postanawia zamienić mieszkanie na mniejsze. Poznaje przy tym Stanisława, z którym zaczyna się spotykać. Wkrótce znowu szuka mieszkania – tym razem większego, w którym mogłaby zamieszkać ze Stanisławem.

## Obsada

### Główne role
- Laura Łącz – jako Magda Chojnacka
- Tatiana Sosna-Sarno – jako Jola
- Dorota Stalińska – jako Teresa (Ewa)
- Anna Ciepielewska – jako doktor Zofia Majewska
- Halina Wyrodek – jako Jadwiga
- Grażyna Staniszewska – jako Irena Zdanowska
- Ewa Wiśniewska – jako dyrektor Anna Pawłowicz (w pierwszych odcinkach Gajewska)
- Barbara Rachwalska – jako Eugenia Lis

Źródło: Filmpolski.

### Dalsza obsada
- Włodzimierz Gołaszewski – jako Wiesiek
- Tomasz Grochoczyński – jako Jurek Kuźniak, redaktor „Kuriera Południowego”
- Bogusz Bilewski – jako dyrektor PGR-u
- Lidia Korsakówna – jako żona dyrektora PGR-u
- Irena Laskowska – jako matka Joli
- Halina Buyno-Łoza – jako gospodyni
- Krzysztof Kołbasiuk – jako Piotr Jarzębski, mąż Teresy
- Halina Kossobudzka – jako matka Piotra
- Józef Pieracki – jako adwokat Jerzy Jarzębski, ojciec Piotra
- Kazimierz Brusikiewicz – jako pan Miecio
- Marian Łącz – jako ojciec Teresy
- Halina Machulska – jako matka Teresy
- Leon Niemczyk – jako Jerzy, mąż Majewskiej
- Jan Machulski – jako Andrzej, przyjaciel Ireny
- Witold Pyrkosz – jako Janusz Pawłowicz, mąż Anny
- Mieczysław Voit – jako doktor Karol Biernacki
- Małgorzata Boratyńska – jako Basia, córka Ireny
- Mariusz Pujszo – jako Marek Kwiatkowski, chłopak Basi
- Wacław Kowalski – jako Stanisław Radziejewski
- Sylwester Maciejewski – jako Edward Radziejewski, syn Stanisława
- Zbigniew Buczkowski – jako pan Czesiek
- Jan Bógdoł – jako Andrzej, przyjaciel Majewskiego
- Franciszek Trzeciak – jako kadrowiec
- Tadeusz Madeja – jako mąż Jadwigi
- Zofia Czerwińska – jako Anna Żółkiewska, właścicielka domu
- Beata Kresa – jako Joasia, córka Jadwigi
- Marian Dziędziel – jako Kazik Strzemień, szwagier Jadwigi
- Roman Frankl – jako ojciec Łukaszka
- Hanna Stankówna – jako Krystyna Strzemień, siostra Jadwigi
- Jan Himilsbach – jako kamieniarz
- Joanna Bartel
- Zdzisław Rychter – jako właściciel sadu Radziejewskiego
- Bożena Gazewska – jako strażniczka w zakładzie
- Bohdana Majda – Kwiatkowska, matka Marka
- Liliana Głąbczyńska – jako kochanka Pawłowicza
- Janusz Dziubiński – jako doktor Królikiewicz
- Ewa Milde-Prus – jako farmaceutka
- Jerzy Molga
- Joanna Poraska – jako staruszka przed okienkiem w aptece
- Maria Mamona – jako żona aktora
- Jerzy Moes – jako aktor
- Beata Poźniak – jako dziewczyna na przyjęciu
- Edward Skarga – jako wuj Joli
- Krzysztof Świętochowski – jako kolega aktora
- Paweł Unrug – jako ginekolog
- Bożena Dykiel – jako wynajmująca mieszkanie
- Jerzy Gaweł – jako Heniek, brat Teresy
- Beata Lewandowska
- Czesław Lasota – jako kioskarz Stasio
- Roman Kosierkiewicz – jako pijaczek w pociągu
- Agnieszka Łukasiewicz – jako córka Majewskich
- Grażyna Skorłutowska – jako córka Majewskich
- Janina Pustówka
- Tomasz Kidawa – jako Łukasz, synek Magdy

Źródło: Filmpolski.

## Plenery
- Warszawa, Otwock (przystanek kolejowy Otwock Świder)[1].

## Muzyka
Muzykę do serialu napisał Piotr Marczewski. Jest on również autorem piosenki „Białe tango”, którą usłyszeć można w czołówce. Tekst do niej napisał Janusz Anderman, a nagrała ją Halina Kunicka. W serialu wykorzystano też inne utwory instrumentalne oraz piosenki, które były popularne na przełomie lat 70. i 80.